# Ботаги
Ботаги (рос. Ботаги) — присілок Велізького району Смоленської області Росії. Входить до складу Заозерського сільського поселення.
Населення — 6 осіб (2007 рік).